# Yoshirō Irino
Yoshiro Irino (入野義朗, Irino Yoshirou) (født 13. november 1921 i Vladivostok Rusland, død 28. juni 1980 i Tokyo Japan) var en japansk komponist.
Irino komponerede i tolvtonestil og har skrevet 2 symfonier, kammermusik, klaverværker, vokalmusik og filmmusik.
Irino oversatte også to bøger om tolvtonemusik til japansk, bl.a. en bog om Arnold Schönberg Schönberg and his school af René Leibowitz.
Han er en af Japans mest anerkendte komponister.

## Udvalgte værker
- Symfoni nr. 1 "Symphonia" (1959) - for orkester
- Symfoni nr. 2 "Symphonia nr. 2" (1964) - for orkester
- Strygertrio (1965) - for strygertrio
- "Variationer" (1943) – for klaver
- "Kammerkoncert"  (1951) - for syv instrumenter
- Sinfonietta (1953) for kammerorkester